# Govvaafushi (Haa Alif-atol)
Govvaafushi is een van de onbewoonde eilanden van het Haa Alif-atol behorende tot de Maldiven.